# Kame-Sennin
Muten Roshi Kame-Sennin (武天老師亀仙人) eller Skildpaddernes Herre er en fiktiv figur, der optræder i Dragon Ball-serien. Han er kendt som en gammel gris og en kampsportsmester. Det var ham der opfandt "Kamehameha", der betyder Skilpaddestødet. Han trænede Kuririn, Son Gokū og Yamchu da de var unge.
Desuden trænede han også Son-Gohan som var manden der tog Son-Goku til sig efter at han var blevet sendt væk i en kapsel fra saiyan planeten Vejita. Da Son-Goku så fik sin første søn kaldte han også ham Son-Gohan.
| Anime- eller mangafigur | Spire Denne artikel om en anime- og/eller mangafigur er en spire som bør udbygges. Du er velkommen til at hjælpe Wikipedia ved at udvide den. |